# Гуидо Мина ди Соспиро
Вижте пояснителната страница за други личности с името Гуидо.
Гуидо Мина ди Соспиро (на английски: Guido Mina di Sospiro) е италиански писател на произведения в жанра трилър.

## Биография и творчество
Гуидо Мина ди Соспиро е роден на в Буенос Айрес, Аржентина. Произхожда от старо италианско аристократично семейство. Израства в Милано и в къщата край езерото Комо в многоезичен дом. Обучава се като класически китарист и учи оркестрация при швейцарския диригент Антоан-Пиер дьо Бавиер. Завършва университета на Павия, а по-късно Училището по кинематични изкуства към Университета на Южна Калифорния.
След дипломирането си работи като музикален критик, като пише за италианското списание „Ritmo“, след това е кореспондент от Лос Анджелис, за музикалните и филмови списания „Tutti Frutti“ и „Elaste“. Докато е в Италия пише и режисира игралния филм „Heroes and Villains“ представен през 1979 г. в Милано, а в Лос Анджелис пише и режисира късометражния филм „Ако можех да го направя отново“ с премиера на филмовия фестивал в Берлин през 1982 г.
От 80-те години живее в САЩ, първо в Лос Анджелис, след това в Маями, а накрая близо до Вашингтон. Пише за уеб-списанието „Reality Sandwich“, за уебсайта „Disinformation“, за месечното политическо и културно списание „New English Review“, за списанието „New Dawn“, и за независимия италиански онлайн вестник „Linkiesta“.
Първият му роман „Days in Heaven“ (Дни на небето) е издаден през 2000 г.
През 2012 г. е издаден, в съавторство с Джослин Годуин, трилърът му „Забранената книга“.
Гуидо Мина ди Соспиро живее със семейството си в Анаполис.

## Произведения

### Самостоятелни романи
- Days in Heaven (2000)
- The Story of Yew (2001)
- Il Fiume (2003)
- The Forbidden Book (2012) – с Джослин Годуин
Забранената книга, изд.: ИК „Бард“, София (2008), прев. Асен Георгиев
- Sottovento e sopravvento (2017)

### Документалистика
- Memorias De Un Río (2005)
- The Metaphysics of Ping-pong (2013)